# Igreja de Nossa Senhora da Nazaré (Luanda)
Igreja de Nossa Senhora da Nazaré é uma igreja do século XVII situada em Luanda, em Angola. Localiza-se junto à Baía de Luanda, em frente à Avenida Marginal (Avenida 4 de Fevereiro).

## História
André Vidal de Negreiros, artífice da libertação do Nordeste do Brasil do domínio holandês e governador de Angola, mandou construir a Igreja de Nossa Senhora da Nazaré em 1664, como indicado numa placa sobre o portal de entrada. A edificação da igreja foi uma forma de agradecer a Deus haver sobrevivido a um naufrágio numa viagem do Brasil para Angola, possivelmente a mesma que o levou para assumir as funções de governador naquele território.

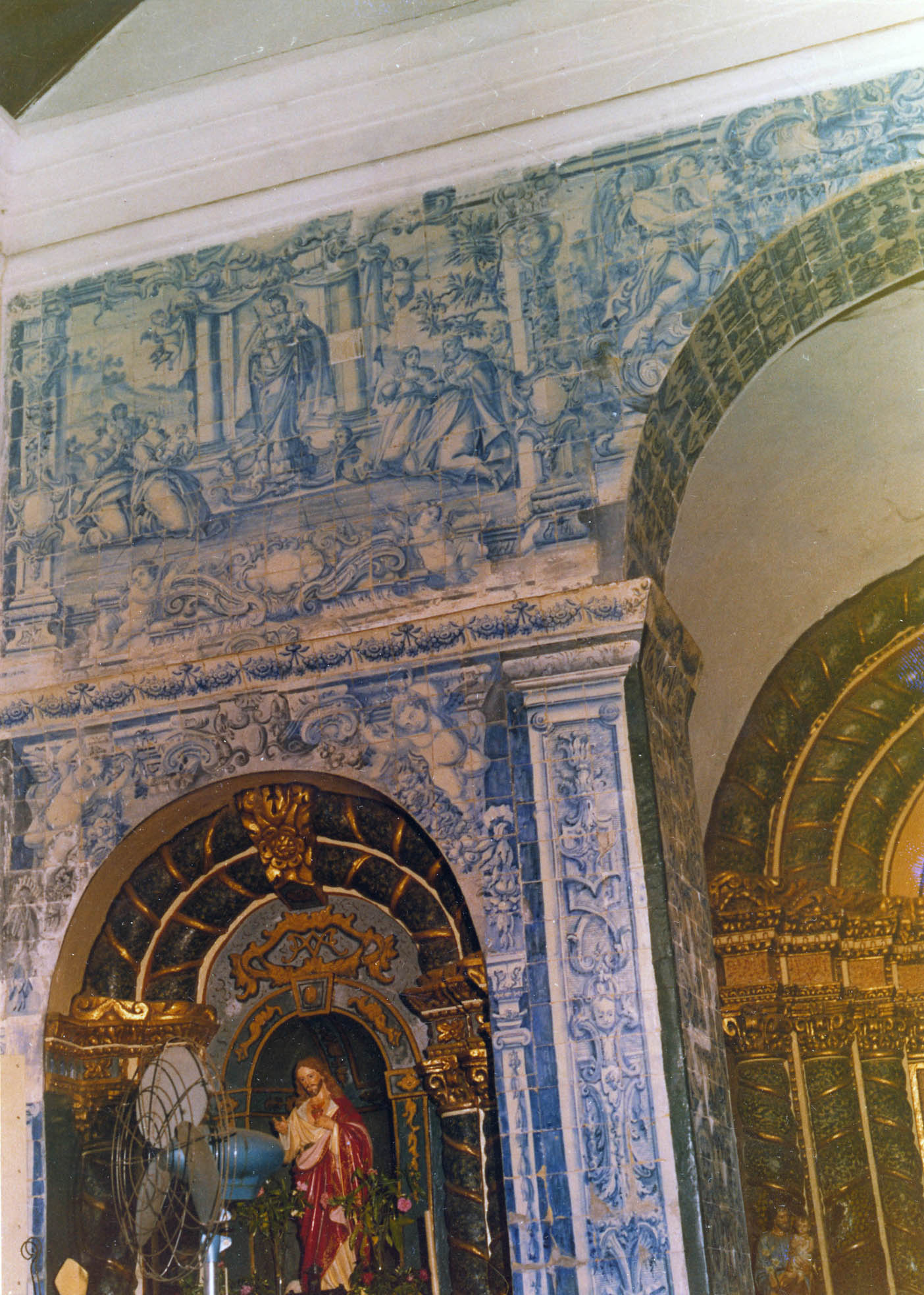
Azulejos e imagem de Cristo

A igreja foi, porém, dedicada à vitória na Batalha de Ambuíla, como indicam os azulejos historiados no interior. A cabeça do rei António I do Congo, morto na batalha, foi sepultada na igreja. Os azulejos brancos-azuis, que cobrem a capela-mor, o arco triunfal e a nave, contém ainda cenas da vida de Nossa Senhora e de Santa Ifigénia da Etiópia.
Foi classificada como Monumento Nacional em 1922.

## Arquitetura
De maneira geral, a Igreja de Nossa Senhora da Nazaré conserva suas linhas originais. A fachada, de linhas simples, tem portal único de verga reta, com uma lápide comemorativa da fundação, e é encimada por um frontão triangular com óculo. De cada lado da igreja há alpendres com arcadas, o que indica uma antiga função como igreja de peregrinação. Do lado direito há uma pequena torre sineira.
A planta é de uma nave retangular. Está decorada com azulejos brancos e azuis na nave, arco triunfal e capela-mor, além de ratábulos de colunas salomônicas.